# Streaming-Distribution
Als Streaming-Distribution bezeichnet man allgemein die Verteilung von Streaming-Media-Angeboten über ein Netzwerk, im engeren Sinne die Verbreitung über das Internet.
Die ökonomische Dimension des Internet-Streaming ist die entscheidende Herausforderung dieser jungen Branche. Während die klassischen Broadcasting-Angebote des Rundfunks aus ökonomischer Sicht eine möglichst große Reichweite anstreben, werden Streaming Media-Angebote mit wachsender Teilnehmerzahl immer teurer.
In der Netzwerktechnik ist zwar der Multicast-Modus bekannt, bei dem ein vom Streaming-Server ausgehender Datenstrom bei geringer Netzbelastung gleichzeitig an verschiedene Empfänger gesendet werden kann. Dieser wird jedoch bis heute im Internet praktisch nicht benutzt, da die meisten Router keine Multicast-Datenpakete transportieren.
Stattdessen werden für Streaming-Angebote mit einem erwarteten Massenpublikum – zum Beispiel bei Übertragungen von der deutschen Fußball-Bundesliga oder von Pop-Konzerten – so genannte Overlay-Netzwerke genutzt, welche die zu übertragenden Daten geographisch betrachtet an mehreren Orten gleichzeitig zur Verfügung stellen.
Derartige Overlay-Netze werden von spezialisierten Anbietern wie Akamai und Level 3 Communications weltweit betrieben. Dabei werden die zu streamenden Daten nicht von einem normalen ISP ausgeliefert, sondern über das jeweilige Overlay-Netzwerk. Dieses wertet die IP-Blöcke des anfragenden Streaming-Clients aus, vergleicht sie mit einer geografischen Datenbank und leitet die Anfrage an den geografisch nächstliegenden Server im Overlay-Netzwerk weiter. Dieselben Inhalte werden also quasi – für den Anwender vollkommen transparent – multipliziert und weltweit verteilt.